# Hermann Nitsch
Hermann Nitsch (ur. 29 sierpnia 1938 w Wiedniu, zm. 18 kwietnia 2022 w Mistelbach) – austriacki artysta eksperymentalny, performer, malarz.
Należał do grupy akcjonistów wiedeńskich. Zarówno jego obrazy jak i akcje performerskie odwołują się do agresji i przemocy. Duży wpływ ma na to zestaw barw i materiałów używanych przez artystę: gęsta farba, odcienie czerwieni i szarości, które przywołują na myśl okaleczone ciało. W latach pięćdziesiątych XX w., Nitsch powołał do życia Teatr Orgii i Misteriów, przedstawiając pomiędzy 1962 a 1998 rokiem blisko 100 akcji performerskich.
Działania Nitscha, które uważane są za rytualistyczne i egzystencjalne, po raz pierwszy zwróciły uwagę krytyki we wczesnych latach sześćdziesiątych, kiedy artysta wystawił obdarte ze skóry i okaleczone jagnię. Ukrzyżowane na tle białej tkaniny zwierzę było pozbawione wnętrzności. Przedstawieniu towarzyszyła muzyka skomponowana przez Nitscha. Większość prac artysty łączyły wspólne elementy takie jak martwe zwierzęta, owoce, muzyka, taniec i prawie zawsze pojawiający się czynni uczestnicy.
Działania Nitscha prowadziły do stałej konfrontacji z austriacką władzą państwową. W 1963 roku Nitsch dostał wyrok więzienia, co było przyczyną jego przeprowadzki do Niemiec w 1968 roku. 
W kolejnych dekadach Nitsch stał się uznanym artystą, który mieszkał i pracował w swoim zamku w austriackiej wsi Prinzendorf. Zmarł 18 kwietnia 2022 r. w wieku 83 lat.